# Nick Barnett
Nicholas Alexander "Nick" Barnett (født 27. maj 1981 i Barstow, Californien, USA) er en amerikansk footballspiller (linebacker), der i øjeblikket er free agent. Han har tidligere i karrieren repræsenteret Green Bay Packers, Buffalo Bills og Washington Redskins. I 2011 var han med til at vinde Super Bowl med Packers.

## Klubber
- 2003-2010: Green Bay Packers
- 2011-2012: Buffalo Bills
- 2013: Washington Redskins